# The Norwegian National Opera
The Norwegian National Opera ist die erste Live-DVD der norwegischen Band Ulver. Sie erschien am 28. November 2011 bei Kscope.

## Entstehung und Veröffentlichung
Nachdem Ulver im Mai 2009 überzeugt werden konnten, beim Norwegischen Literaturfestival erstmals seit 1993 live aufzutreten, gaben sie in den folgenden Jahren zahlreiche Konzerte in weiten Teilen Europas. Der Auftritt vom 31. Juli 2010 im Opernhaus Oslo wurde in Bild und Ton mitgeschnitten. Die Aufnahmen wurden von Ulver und Anders Møller im Osloer Crystal Canyon Studio abgemischt und von Jaime Gomez Arellano im Londoner Orgone Studio gemastert. Das Livealbum erschien am 28. November 2011 auf DVD und Blu-ray (am 2. April 2013 auch auf CD und LP) und enthält 17 Stücke aus der Post-Black-Metal-Ära.

## Titelliste
1. The Moon Piece
2. Eos
3. Let the Children Go
4. Little Blue Bird
5. Rock Massif
6. For the Love of God
7. In the Red
8. Operator
9. Funèbre
10. Excerpts of Silence
11. A Memorable Fancy
12. Hallways of Always
13. England
14. A Cold Kiss
15. Like Music
16. Not Saved
17. The Leg Cutting Piece

## Rezeption
„Bonusmaterial gibt es keines. […] Bei einer so aufwändigen Veranstaltung wäre allerdings schon so etwas wie ein ‚Making of‘ angebracht gewesen. Eine lohnenswerte Anschaffung ist die DVD/BluRay aber in jedem Fall.“

„Die visuelle Unterstützung steht gleichberechtigt neben der Performance der beteiligten Musiker […] – die Auswahl der Bilder unterstreicht dabei den künstlerischen Ansatz, der sich auf den Studio-Veröffentlichungen der Band manifestiert. Verstörend, düster, bisweilen grotesk muten die Ausschnitte an […].“

„Ein mächtiges, bildgewaltiges und klanglich einwandfreies Abbild der jüngeren ULVER-Geschichte, Pflichtkauf für Fans und perfekt für Einsteiger, die sich mit der Post-Black Metal-Zeit der Band beschäftigen wollen.“